# National Lacrosse League
National Lacrosse League (NLL) je nejprestižnější boxlacrossovou soutěží na světě, které se účastní týmy z Kanady a USA. Liga je rozdělena do dvou divizí, východní a západní, po pěti týmech.
Sezóna je rozdělena na dvě části, základní část a play-off. Základní část tvoří 16 zápasů, po kterých se čtyři týmy z každé divize kvalifikují do vyřazovací části. Z té vzejdou šampińoni obou divizí, kteří se poté utkají ve finálovém utkání.
V průběhu sezóny se rovněž pořádá All-Star Game mezi výběry hráčů ze západní a východní konference.
Ze statistiky z roku 2007 vzešlo, že průměrný plat hráče NLL je zhruba $14,000, tudíž většina hráčů si musí udržovat druhé zaměstnání.
| Divize   | Tým                   | Město/Stát     | Aréna                 |
| -------- | --------------------- | -------------- | --------------------- |
| Východní | Boston Blazers        | Boston, MA     | TD Garden             |
| Východní | Buffalo Bandits       | Buffalo, NY    | HSBC Arena            |
| Východní | Philadelphia Wings    | Filadelfie, PA | Wells Fargo Center    |
| Východní | Rochester Knighthawks | Rochester, NY  | Blue Cross Arena      |
| Východní | Toronto Rock          | Toronto, ON    | Air Canada Centre     |
| Západní  | Calgary Roughnecks    | Calgary, AB    | Scotiabank Saddledome |
| Západní  | Colorado Mammoth      | Denver, CO     | Pepsi Center          |
| Západní  | Edmonton Rush         | Edmonton, AB   | Rexall Place          |
| Západní  | Minnesota Swarm       | St. Paul, MN   | Xcel Energy Center    |
| Západní  | Washington Stealth    | Everett, WA    | Comcast Arena         |